# 1883-84球季英格蘭足總盃
1883/84球季英格蘭足總盃（英語：FA Cup），是第13屆英格蘭足總盃，今屆賽事的冠軍是布力般流浪，他們在決賽以2:1擊敗昆士柏，奪得冠軍。本屆賽事繼續在橢圓體育場舉行。
布力般擊敗來自蘇格蘭的球會昆士柏，獲得足總盃冠軍。

## 外部連結
- 英格蘭足總盃官網Archive-It的存檔，存档日期2012-04-24
- 英格蘭足總盃 歷屆冠軍（页面存档备份，存于）